# Stemodiopsis eylesii
Stemodiopsis eylesii är en tvåhjärtbladig växtart som beskrevs av Spencer Le Marchant Moore. Stemodiopsis eylesii ingår i släktet Stemodiopsis och familjen Linderniaceae. Inga underarter finns listade i Catalogue of Life.